# Hüni + Co
Die Hüni GmbH + Co. KG ist eine 1859 von Hans Heinrich Hüni in Friedrichshafen gegründete Gerberei. Das Familienunternehmen in der sechsten Generation hat sich im Verlauf seiner Geschichte auf Beschichtungen mit organischen Kunststoffen spezialisiert und bietet unter dem Markennamen Proco-Kunststoffbeschichtungen europaweit Oberflächen- und Korrosionsschutz in nahezu allen Bereichen der Verfahrenstechnik an. Es ist Deutschlands ältester Betrieb für Kunststoffbeschichtungen und der erste und älteste Industriebetrieb der Stadt Friedrichshafen.

## Geschichte

### 1728–1859 Vorgeschichte
1728 übernahm Andreas Hüni im schweizerischen Horgen die «Gerberei im Hof», die als Gerberei Hüni bis ins frühe 19. Jahrhundert zu einem industriellen Betrieb ausgebaut wurde. Neben dem 1785 neu erbauten Gerbereiwohnhaus entstanden mehrere Gerbereigebäude sowie ein Dampfkesselhaus. Hergestellt wurden Sohl- und Riemenleder, Treibriemen, sowie Zeug-, Blank- und Oberleder in verschiedenen Farben. Das Unternehmen existiert noch heute als Hüni AG. Einer der Söhne dieser Gerberfamilie war Hans Heinrich Hüni, der 1859 ein eigenes Verfahren für die Schnellgerbung entwickelt hatte. Dieses ermöglichte es, Sohlleder innerhalb von 14 Tagen zu gerben. Zur früheren Grubengerbung mit einer Gerbdauer von 12-18 Monaten eine Verkürzung um ein ganzes Jahr. Hierzu sollte in Friedrichshafen ein Zweitwerk eröffnet werden.

### 1859–1866 Gründung
- Hans Heinrich Hüni (* 15. August 1816 in Horgen; † 7. Dezember 1894 in Friedrichshafen)[5]
- Hans Heinrich Abegg (* 16. Juni 1805 in Horgen; † 1. März 1874 in Zürich)[6]

1859 beantragte Heinrich Hüni zusammen mit seinem Kompagnon Heinrich Abegg aus Horgen offiziell die Genehmigung für einen Gerbereibetrieb mit Dampfkessel. Trotz Widerstand der schwäbischen Gerber sowie der Mittelbehörde befürwortete die Stadt Friedrichshafen das Vorhaben. In Folge gründeten sie am 1. August 1859 die Lederfabrik Hüni & Cie. Friedrichshafen und errichteten auf einem rund sechs Hektar großen Areal den ältesten und bis 1914 mit 100 Mitarbeitern auch größten Industriebetrieb der Stadt Friedrichshafen. Die ersten Lederverkäufe 1860 gingen nach München, Berlin, Reichenberg, Prag und Stuttgart, später bis nach Griechenland und die Türkei. Der Teilhaber Abegg verließ das Unternehmen 1861 und ging nach Zürich.

### 1866–1914 Kaiserreich
- Jacques Leuthold-Hüni (* 1. Mai 1836 in Horgen; † 3. April 1914 in Friedrichshafen)[5]
- Eduard Hüni-Beder (* 1843 in Horgen; † 1894 in Friedrichshafen)

Nachdem Heinrich Hüni schon seit längerem den Mann seiner jüngeren Tochter, Jacques Leuthold-Hüni, in die Leitung des Unternehmens berufen hatte, dieser aber ohne Nachkommen zu bleiben schien, holte er 1866 im Rahmen der Nachfolgeregelung seinen Neffen Eduard Hüni-Beder aus Horgen nach Friedrichshafen. Er bekam Prokura und stieg in das Unternehmen mit ein. Am 7. Februar 1866 wurden bei einem Brand wesentliche Teile der Fabrik, insbesondere das Warenlager sowie das Wohnhaus zerstört. In einem Telegramm erklärte der König Karl von Württemberg noch am selben Tag seine Anteilnahme. Die Betriebsgebäude wurden wiederaufgebaut und 1867 eine neue Fabrikantenvilla errichtet. 1871 wurden 6.600 Häute und 7.629 Felle überwiegend für den inländischen Markt gegerbt. Zwei Jahre später stellten Hüni & Cie. ihre Produkte bei der Wiener Weltausstellung von 1873 aus. Im Jahr 1876 stieg Eduard Hüni-Beder in die Geschäftsführung auf. Ab diesem Zeitpunkt wurde das Unternehmen von drei Familienmitgliedern gemeinsam geleitet.

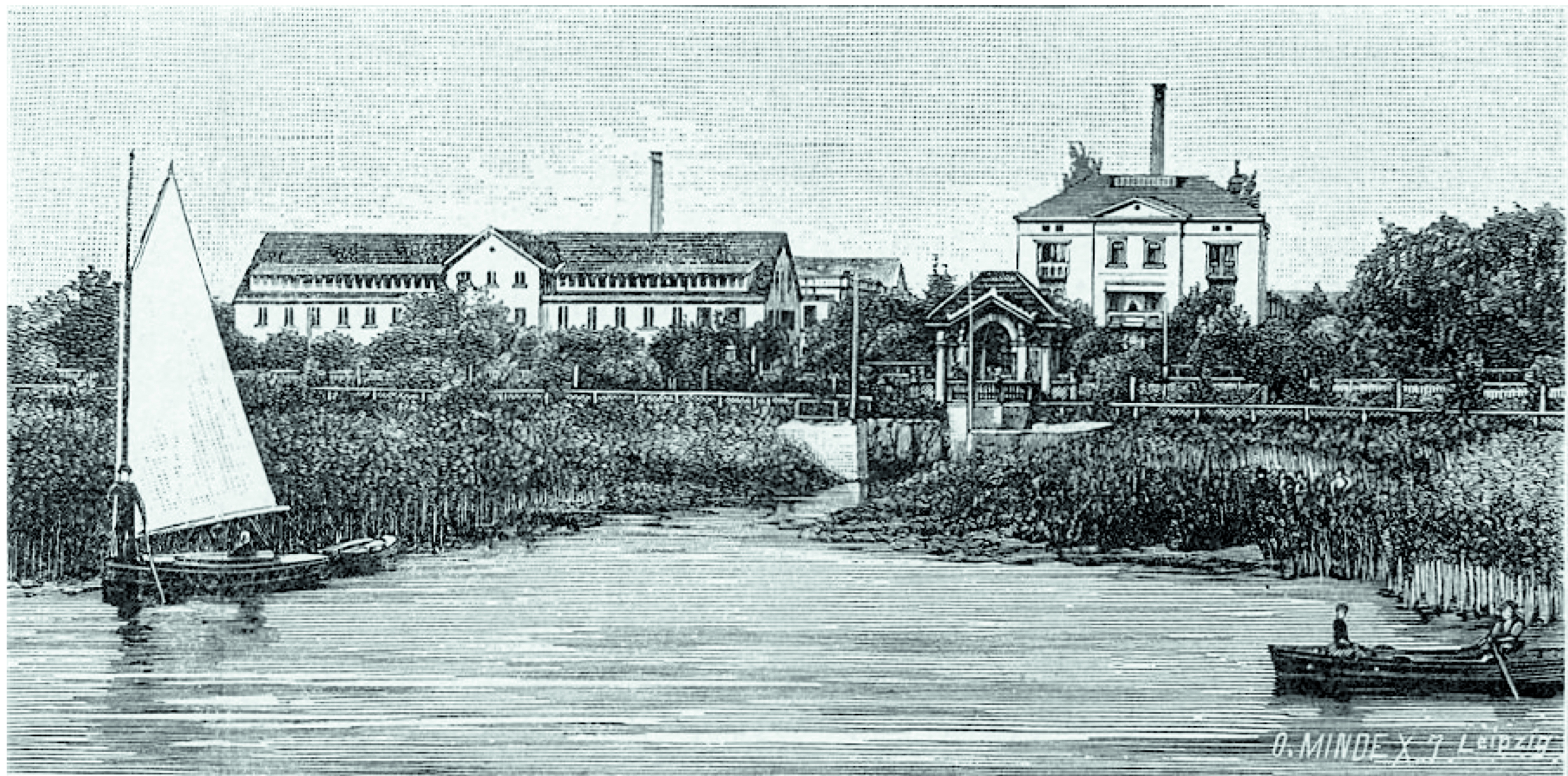
Hüni-Anwesen 1889

1888 schlossen Stadtschultheiß Schmid und Eduard Hüni-Beder einen Vertrag zum Bau einer Quellwasserversorgung für Friedrichshafen. Heinrich Hüni beteiligte sich mit 50.000 Goldmark (heute ungefähr 500.000 €) und finanzierte damit mehr als ein Drittel der Baukosten. Als Gegenleistung übernahm die Stadtgemeinde Friedrichshafen laut Vertrag für ewige Zeiten die Verpflichtung ...... aus der Wasserleitung dem Besitztum der Hüni + Cie ein tägliches Wasserquantum von 300 Cubicmeter zu liefern.
1888 wurde Hans Heinrich Hüni sowie 1895 posthum Jacques Leuthold-Hüni zum Ehrenbürger der Stadt Friedrichshafen ernannt. Der Firmengründer Heinrich Hüni zog sich 1890 aus der Leitung zurück und starb 1894. Im selben Jahr starb auch Eduard Hüni-Beder. Sein 17-jähriger Sohn Eduard Hüni befand sich zu diesem Zeitpunkt noch in der Ausbildung, die er an Gerbereischulen in Freiberg, Rostock sowie in Schweden absolvierte. Danach begann er, den Kaufmann Leuthold-Hüni bei der Führung des Familienunternehmens zu unterstützen. 1897 wurde eine große neue Fabrik gebaut, um Vacheleder in die Produktion aufzunehmen. Eduard Hüni wendete dabei seine in Schweden gesammelten Erfahrungen mit der modernen Fassgerbung an und etablierte das neue Produkt neben dem Sohlleder des bisherigen Produktionsverfahrens. Zu Beginn des 20. Jahrhunderts war die Lederfabrik Hüni der zweitgrößte Arbeitgeber in Friedrichshafen.

### 1914–1945 Kriegszeiten
- Eduard Hüni (* 1877 in Friedrichshafen; † 18. Juni 1943 in Friedrichshafen)

Nach dem Tod von Jacques Leuthold-Hüni 1914 war Eduard Hüni alleiniger Geschäftsführer. 1917 war er Mitbegründer des Deutschen Ausland-Instituts in Stuttgart.
Ab 1936 stellte Hüni & Co Ausrüstungsgegenstände aus Leder für die Wehrmacht her und war in der Liste der Rüstungsbetriebe mit eigener Mobilmachungsnummer geführt. Dies machte das Unternehmen ab 1943 zu einem ausgewiesenen Ziel britischer Bombenangriffe.
Nach seiner Ausbildung an der deutschen Gerbereischule bei Freiberg in Sachsen war Otto Hüni Betriebsleiter einer großen Lederfabrik in Lima in Peru. Er war der erste Hüni, der die deutsche Staatsbürgerschaft angenommen hatte. Sein Vater Eduard Hüni und sein Bruder Heinz folgten 1938. Zu Beginn des Zweiten Weltkrieges kehrte Otto nach Deutschland zurück und nahm wie auch sein Bruder Heinz am Ostfeldzug teil. Nach dem Tod seines Bruders 1941 wurde der Artillerie-Offizier Otto Hüni unabkömmlich gestellt und trat in das Unternehmen ein, dem sein Vater nach damaliger Diktion als Betriebsführer vorstand. Nach dessen Tod im Jahr 1943 übernahm  Otto P.W. Hüni die Betriebsführung. Obwohl in der Nähe das KZ-Außenlager Friedrichshafen bestand, wurden in der NS-Zeit bei Hüni & Co keine Zwangsarbeiter beschäftigt. Laut den eigenen Publikationen bestand die Belegschaft zu jener Zeit aus zwei Vorarbeitern und 31 Arbeitern, darunter 5 Ostarbeiter mit Familienanbindung. Bei den Luftangriffen auf Friedrichshafen zwischen 1943 und 1945 wurde der Betrieb vollständig zerstört.

### 1945–1986 Wandel
- Otto P.W. Hüni (* 10. März 1915 in Friedrichshafen; † 7. März 1986 in Friedrichshafen)[22]

Am 29. April 1945 war Otto P.W. Hüni als Volkssturmführer neben einigen anderen durch befehlswidriges Öffnen einer Panzersperre an der widerstandslosen Übergabe der Stadt Friedrichshafen an die Französische Armee beteiligt. 1946 begann in Friedrichshafen die Entnazifizierung. Es ist davon auszugehen, dass er als unbelasteter Mitläufer eingestuft wurde. Nach Kriegsende leitete Otto P.W. Hüni den Wiederaufbau der Produktionsstätten und richtete für die Stadt Friedrichshafen auf dem Werksgelände eine Anlage zur Trümmerwiederaufbereitung ein.
Neben der Lederfabrik war seit 1915 die Apparate- und Behälterfabrik Balluff & Springer ansässig. Dort wurden Aluminiumtanks für die Getränkeindustrie hergestellt. Mitte der 1950er Jahre hatten diese Probleme: Der mit Schwefel haltbar gemachte Wein konnte nicht mehr in Aluminiumtanks gelagert werden, weil das Aluminium durch den Schwefel Geschmack abgab. In Zusammenarbeit mit der schweizerischen Dr. Walter Mäder Lack- und Farbenfabrik fanden Otto P.W. Hüni und sein Ingenieur Helmut Sessig in ihrem Lederlabor eine Lösung in Form einer Kunststoffbeschichtung, die verhinderte, dass die eingelagerten Getränke unerwünschten Geschmack annahmen. Dieses Verfahren ist bis heute technischer Standard und Hüni & Co. war der erste Anbieter solcher Beschichtungen.
Am 1. August 1959 feierte das Unternehmen sein 100-jähriges Bestehen. Zum Jubiläum stellte Otto P.W. Hüni den neuen Geschäftszweig Protec vor, für den eine neue Fertigungshalle mit zwei 50 m³ großen Einbrennöfen gebaut wurde. Anfangs wurden überwiegend lokale Winzer und Obstproduzenten beliefert. Andere Kunden auch aus komplett anderen Anwendungsgebieten folgten. So zum Beispiel der Ulmer Nutzfahrzeughersteller Magirus-Deutz, der Feuerlöschtanks beschichten ließ. Mit dem Start des neuen Geschäftsfeldes ging auch ein Boom auf dem Behältermarkt einher. Traditionelle Holzfässer wurden durch die beschichteten Lagertanks aus Metall ersetzt.
1962 erwarb Hüni & Co. eine Lizenz der Züricher Elektro-Metall Kürsteiner & Co. zur Herstellung abgehängter Metalldecken und installierte diese unter anderem im Münchener Fernsehturm, beim Bayerischen Rundfunk sowie im Flughafen Stuttgart. Der Geschäftsbereich Metalldecken wurde nach wenigen Jahren aber wieder eingestellt.
1965 stellte Otto P. W. Hüni die Lederproduktion der Hüni & Co. ein. Maschinen und Anlagen wurden ins Ausland verkauft und die Mitarbeiter wurden auf die neuen Geschäftszweige umgeschult. 1967 wurde mit einem Ulmer Unternehmen an der Beschichtung von Skistöcken experimentiert. Otto P.W. Hüni führte diese Versuche zusammen mit seinem Sohn Jacques durch, der im selben Jahr aber tödlich verunglückte. Sein jüngerer Bruder Peter trat 1976 nach abgeschlossenem Jurastudium in das Familienunternehmen ein.
Am 22. November 1975 erhielt Otto P. W. Hüni den Verdienstorden des Landes Baden-Württemberg. Er war Präsident und Mitbegründer der Internationale Bodenseemesse (IBO), Messe Friedrichshafen, Begründer und erster Präsident des Zeppelin Museums, ist für seine Verdienste um die Universität Konstanz zum Ehrensenators ernannt worden und war Gründungspräsident des Marketing-Club Bodensee.

### 1986–heute Hüni + Co Beschichtungen
Peter Hüni übernahm, nach dem Tod seines Vaters Otto P.W. Hüni, 1986 die Geschäftsführung. 2009 wurde das 150-jährige Bestehen des Unternehmens gefeiert. Zu diesem Anlass entstand die Festschrift 150 Jahre Hüni + Co. Eine Reise durch die Zeiten. Eine kurzzeitige Beteiligung  an der Eposint AG in Pfyn wurde im Frühjahr 2009 wieder abgestoßen. Zum 1. Januar 2016 trat Alexa B. Hüni, die Tochter des geschäftsführenden Gesellschafters Peter Hüni und Urururenkelin des Firmengründers Heinrich Hüni, als Mitglied der Geschäftsführung für die Bereiche Qualitäts- und Prozessmanagement in das Unternehmen ein.
Die Produktion entwickelte sich von der Innenbeschichtung von Behältern der Lebensmittel- und Getränkeindustrie unter dem geschützten Markennamen Proco-Kunststoffbeschichtungen zu Oberflächen- und Korrosionsschutz für nahezu alle Bereiche der Verfahrenstechnik und des Anlagen-, Apparate- und Maschinenbaus. Hüni + Co gilt als Deutschlands ältestes Unternehmen für hochbeständige Kunststoffbeschichtungen. Der Exportanteil, vor allem Schweiz und Österreich aber auch Malaysia beträgt ca. 40 Prozent.

## Standort
Seit der Gründung von Hüni + Co. im Jahr 1859 befindet sich der Firmensitz am gleichen Standort in Friedrichshafen unweit der Innenstadt direkt am Bodensee. In der Nähe zum Firmengelände findet sich die Hüniwiese sowie die Hünistraße. Diese wurde zu Ehren des Unternehmens und dessen Besitzerfamilie benannt.

### Historische Gebäude
- Ehemalige Lederfabrik Hüni & Cie, Eckenerstraße 65 in Friedrichshafen. Erbaut 1859[12]
- Villa Hüni, Eckenerstraße in Friedrichshafen. Erbaut 1867 im spätklassizistischen Stil und eine der ältesten Unternehmervillen am Bodensee.[36]

## Veröffentlichungen
- Die Gerberei Hüni & Co Horgen 1728-1928. Festschrift. Selbstverlag, Horgen 1928.
- Peter Heidtmann: 125 Jahre Hüni & Co. Friedrichshafen. Selbstverlag, Friedrichshafen 1984.
- Ulrich Hüni, Martin Frei-Borchers: 150 Jahre Hüni + Co eine Reise durch die Zeiten. Festschrift. Selbstverlag, Friedrichshafen 2009.